# George Costanza
George Louis Costanza è un personaggio immaginario della sitcom Seinfeld (1989–1998), interpretato da Jason Alexander e doppiato, nella versione italiana, da Marco Mete. È stato variamente descritto come un "uomo basso, tozzo, arguto, calvo" da Elaine Benes e da Costanza stesso,) "debole, senza spina dorsale, uomo delle tentazioni" (da Cosmo Kramer), e da Costanza stesso. George e Jerry erano compagni di scuola media (sebbene in Indietro tutta!, George dica che i due sono amici dalla quarta elementare) e rimasero amici in seguito. È amico di Jerry Seinfeld, Cosmo Kramer e Elaine Benes. George appare in ogni episodio tranne La penna della terza stagione.
Il personaggio era originariamente basato sul co-creatore di Seinfeld Larry David, ma prende il nome dall'amico newyorkese di Jerry Seinfeld, Michael Costanza. Alexander ha ripreso il suo ruolo in un episodio di Comedians in Cars Getting Coffee, riunendosi con Jerry Seinfeld e Wayne Knight (riprendendo anche i ruoli rispettivamente di Jerry e Newman).

## Gioventù e famiglia
George è figlio di Frank (interpretato da Jerry Stiller), un italo-americano e Estelle Costanza (interpretata da Estelle Harris). George menziona due volte di avere un fratello (anche se mai più dopo la terza stagione). Lloyd Braun è la sua nemesi d'infanzia che secondo George era il figlio che i suoi genitori hanno sempre voluto. Il migliore amico di George Jerry Seinfeld ha descritto Frank ed Estelle come "psicopatici", e ha detto in Saggezza cinese che, se avessero divorziato quando George era giovane, lui "avrebbe potuto essere normale".
Ne L'intervento, afferma di essere cresciuto a Brooklyn, dove ha frequentato una scuola pubblica. In un episodio precedente ha menzionato di aver frequentato il liceo a Long Island. Ha incontrato Jerry durante la sua giovinezza e da quel momento in poi sono rimasti amici. George e Jerry hanno entrambi frequentato la John F. Kennedy High School, classe 1971. Durante gli anni del liceo, George e Jerry uscivano spesso in una pizzeria chiamata Mario's Pizzas, dove il primo, deteneva il punteggio più alto al gioco Frogger (sebbene il gioco abbia debuttato nel 1981, questo sarebbe stato ben dopo il diploma di scuola superiore della coppia avvenuto nel 1971). George è stato preso di mira dal suo insegnante di ginnastica Mr. Heyman (interpretato da Biff Yeager), che ha deliberatamente pronunciava male il suo nome e lo smutandava.
Nello show compaiono due cugini di George: Shelly, che appare brevemente in La scommessa, e Rhisa, con cui George ha intenzione di uscire shoccando i suoi genitori ne Il furgone. George parla ai suoi genitori della sua famiglia in Questione di denaro, durante il quale viene rivelato che aveva uno "zio Moe", che "è morto giovane" e una "zia piccola", morta all'età di sette anni per problemi interni. Viene anche rivelato che sua madre ha un "cugino Henny". In La bambola, viene rivelato che Frank Costanza è nato in Italia e ha un cugino, Carlo, che vive ancora lì. A partire da Il furto, George aveva dei nonni viventi che aveva visitato di recente, anche se non viene mai chiarito se questi fossero i genitori di sua madre o di suo padre.

## Personalità
George è nevrotico, disgustoso di sé e dominato dai suoi genitori, ma anche incline a periodi occasionali di eccessiva sicurezza che invariabilmente si verificano nel momento peggiore possibile. Per tutta la prima stagione di Seinfeld, nonostante sia andato male nei suoi esami di ammissione al college e nonostante abbia paura di mettersi in imbarazzo durante un test del QI ne Il caffè, George è descritto come moderatamente intelligente: a un certo punto, menziona un interesse intellettuale per la Guerra civile e, in alcuni primi episodi, appare quasi come un mentore per Jerry – ma diventa meno sofisticato, al punto da essere troppo pigro anche per leggere un libro di novanta pagine (Colazione da Tiffany), preferendo invece guardare l'adattamento cinematografico a casa di uno sconosciuto. Tuttavia, un recensore del Chicago Tribune ha notato che, nonostante tutti i suoi difetti, George è "abbastanza soddisfatto di se stesso".
George mostra una serie di tratti caratteriali negativi, tra cui disonestà, insicurezza e ansia, molti dei quali sembrano derivare da un'infanzia disfunzionale con i suoi eccentrici genitori Frank ed Estelle, e spesso costituiscono la base del suo coinvolgimento in vari complotti, intrighi e imbarazzanti incontri sociali. Le trame degli episodi presentano spesso George che fabbrica elaborati inganni al lavoro o nelle sue relazioni al fine di ottenere o mantenere un vantaggio piccolo o immaginario o (fingere) un'immagine di successo. Ha avuto successo in L'esatto contrario, dove inizia (con l'incoraggiamento di Jerry) a fare l'esatto contrario di ciò che il suo istinto gli dice di fare, il che gli fa trovare una ragazza e un lavoro con il New York Yankees. La sua ansia è evidente anche in La ricetta medica, dove inizia a dubitare della sua sessualità dopo aver ricevuto un massaggio da un massaggiatore maschio.
George a volte si riferisce a se stesso in terza persona (ad esempio, "George si sta innervosendo!"), Dopo aver stretto amicizia con una persona che gli assomiglia nell'episodio Serata di beneficenza.